# Aleksander Płaza
Aleksander Płaza herbu Topór (zm. przed 21 czerwca 1658 roku) – wielkorządca krakowski w 1655 roku, starosta brzeźnicki i rabsztyński.
Poseł sejmiku proszowickiego na sejm nadzwyczajny 1652 roku, sejm nadzwyczajny 1654 roku.
W 1632 roku był elektorem Władysława IV Wazy z województwa krakowskiego.